# Los Angeles Chargers
Los Angeles Chargers (en español, Cargadores de Los Ángeles) son un equipo profesional de fútbol americano de los Estados Unidos con sede en el área metropolitana de Los Ángeles, California. Compiten en la División Oeste de la Conferencia Americana (AFC) de la National Football League (NFL) y disputan sus encuentros como locales en el SoFi Stadium, ubicado en la ciudad californiana de Inglewood.
El equipo fue fundado en 1960 en Los Ángeles como miembro original de la American Football League (AFL). Sin embargo, un año después se trasladó a San Diego, donde fueron conocidos como San Diego Chargers hasta 2016. En 2017 la franquicia regresó a Los Ángeles.

## Historia

### Comienzos
Los Angeles Chargers se establecieron junto con otros siete equipos de la American Football League en 1959. En 1960, los Chargers empezaron a jugar en la AFL en Los Ángeles. El propietario original de los Chargers fue el heredero del hotel Barron Hilton, hijo del fundador Hoteles Hilton (Conrad Hilton), pero debido a las bajas entradas en El Memorial Coliseum (además de que los que iban a ver Los Partidos de Chargers en Los Ángeles eran en su mayoría empleados del Hotel Hilton), en 1961 Conrad Hilton mudó a Los Chargers a La Ciudad de San Diego. Según argumentó, lo hizo ya que no podía competir contra los Rams en Los Ángeles. En 1970, se unió a la Liga Americana dada a la fusión de la AFL con la NFL.

### 2004-2019: La era de Philip Rivers
Aunque los Chargers estaban empatados con otros tres equipos con el peor récord de la temporada NFL 2003,  el sistema de desempate de la liga dio a San Diego la selección número uno en el draft de 2004. Con esta selección, los Chargers seleccionaron al quarterback Eli Manning de la Universidad de Mississippi a pesar del deseo de Manning para jugar en otro lugar.  El gerente general de los New York Giants Ernie Accorsi, que había estado en las negociaciones comerciales durante varias semanas antes del draft con los Chargers, eligió a Philip Rivers, mariscal de campo como cuarta selección y lo cambió junto con otras selecciones de draft adicionales a los Chargers. 
En la temporada 2007 comenzó con el equipo tratando de igualar el éxito de la temporada regular 2006 (14-2) y evitar otra salida anticipada en los playoffs. Después de un comienzo decepcionante bajo el mando del nuevo entrenador en jefe Norv Turner (1-3), terminó fuerte la temporada regular, con seis victorias consecutivas, un récord global de 11-5, y el título de la AFC Oeste. Más importante aún, fue más lejos en los playoffs que el año anterior, pero volvió a caer ante los invictos Patriotas de Nueva Inglaterra, esta vez en el juego de Campeonato de la AFC.
Los Chargers empezaron la campaña de 2009 poco a poco, con un récord de 2-3, una tendencia con el entrenador Norv Turner (1-3 en 2007 y 2-3 en 2008). En ese momento, los Denver Broncos estaban 6-0, y tenía una de tres juegos y medio sobre los Chargers. La mayoría de los expertos dijeron que la AFC Oeste ya estaba decidida y los Chargers tendría que jugar el comodín. La mayoría de los fans querían que el entrenador fuera despedido, sobre todo después de una actuación mediocre en Oakland y Pittsburgh. Pero entonces, al igual que todas sus temporadas con Turner, alcanzó su mejor nivel en el final de la temporada regular. Esta fue una época en que Philip Rivers mejoró continuamente, así como su juego aéreo, y LaDainian Tomlinson ya no era el foco de la temporada. Rivers lanzó para 4254 yardas (octavo), 28 de TD (empatado en sexto), 8.8 yardas por pase intento (primero), 64 intentos completos de + 20 yardas (primero), sólo el 9 intercepciones (cuarto con un mínimo de 400 intentos de pase), y una calificación de 104.4 de pasador (3 º - sólo superado por Drew Brees y Brett Favre). Ellos ganarían la AFC Oeste, (su cuarto título divisional consecutivo, sólo superados por Oakland con cinco títulos consecutivos desde 1972 hasta 1976), con el viento a su favor derrotaron a los Broncos de Denver con una convincente victoria 32-3 en Denver y derrotaron a todos los equipos de la NFC Este. Terminaron la temporada regular con 11 victorias consecutivas (empatando el récord de 1961 y empatando también como la quinta racha más larga de victorias consecutivas entrando a playoffs), terminó con un impresionante récord de 13-3, (incluyendo 4-0 en diciembre, extendiendo su récord en NFL de 18 victorias consecutivas en diciembre, y empatando también a los Dolphins 1970-1974 en noviembre con la racha más larga de victorias en un mes). Cerraron como el segundo cabeza de serie, además de pasar directamente a la ronda divisional, pero esto no les sirvió ya que perdieron de locales frente a los New York Jets por un marcador de 17-14. Esto se debió a un planteamiento demasiado conservador al conformarse con goles de campo y al pateador Nate Kaeding, fallando los 3 intentos.
Después de perderse los playoffs por tercera temporada consecutiva en la temporada 2012, los Chargers despidieron al gerente general Smith y el entrenador en jefe Turner. Para el año 2013, Los San Diego Chargers al terminar la temporada 2012-2013 despidieron al entrenador en jefe, al administrador general, al coordinador ofensivo y adquirieron al corredor Danny Woodhead y al cornerback Derek Cox.
El 12 de enero de 2017, por medio de una carta por parte de Dean Spanos informa que el equipo cambia de sede de San Diego a Los Ángeles a partir de la temporada de 2017. Jugarán en el nuevo estadio SoFi Stadium en el año 2020.

### 2020-presente: La era de Justin Herbert

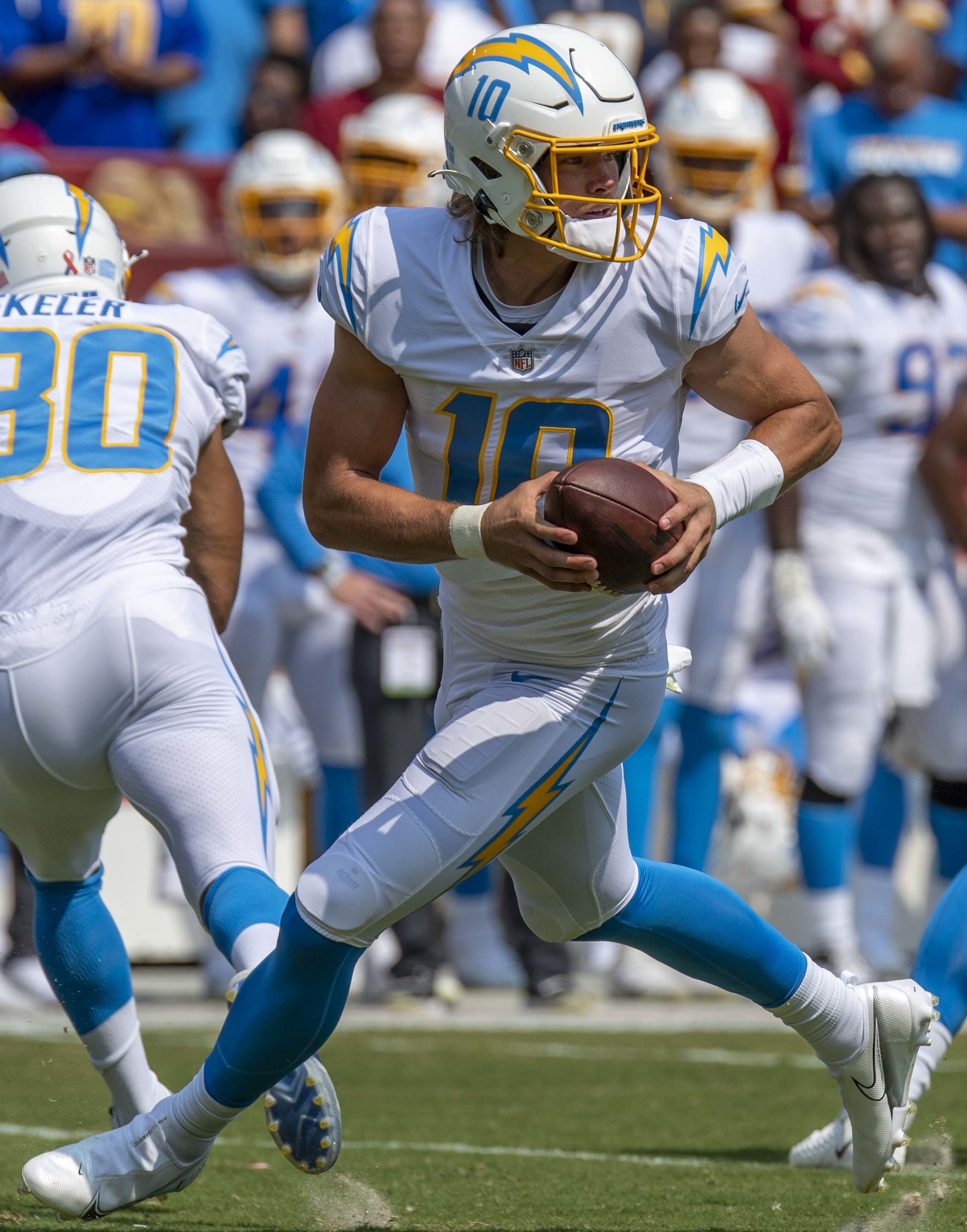
Justin Herbert llegó a los Chargers en 2020.

2020 supuso un cambio de ciclo en los Chargers. En febrero Phillip Rivers anunció que dejaba el equipo tras dieciséis temporadas en la franquicia. En abril, de cara a su temporada de estreno en el SoFi Stadium, los Chargers revelaron sus nuevos logos, colores y uniformes, y en el Draft de 2020 eligieron al quarterback Justin Herbert como reemplazo de Rivers. Debido a la pandemia de COVID-19, tanto los Chargers como los Rams no permitieron asistencia de público en su nuevo estadio en toda la temporada de 2020.
Herbert debutó con los Chargers en la segunda semana de temporada, la misma jornada en la que el equipo jugó su primer partido en el SoFi Stadium. Herbert estableció un nuevo récord de pases de touchdown para un QB novato y fue elegido Rookie Ofensivo del Año. A pesar de ello, los Chargers terminaron la temporada con balance negativo (7-9) y Anthony Lynn fue despedido como entrenador jefe.

## Estadio

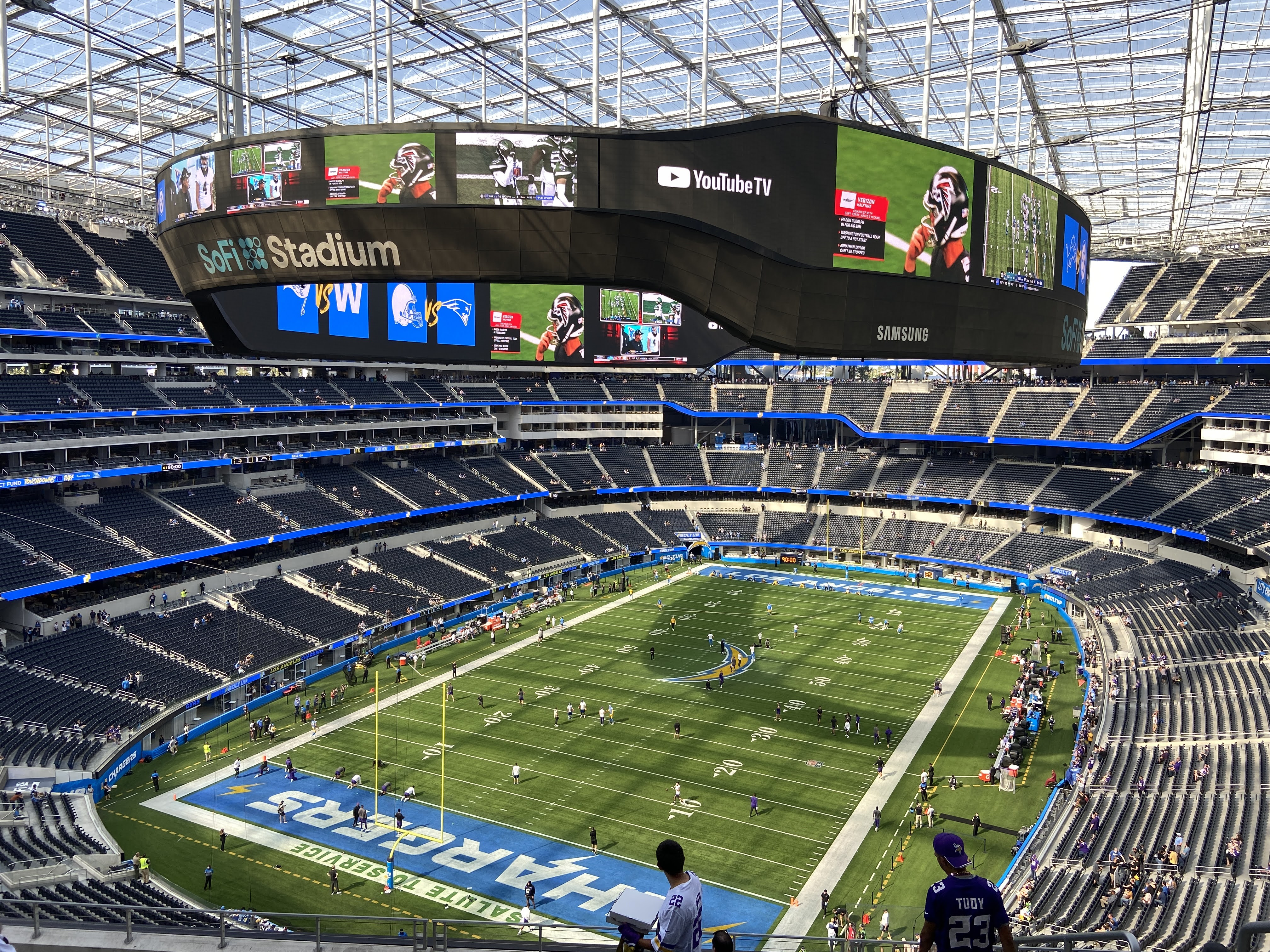
El SoFi Stadium es el estadio de los Chargers desde 2020.

### Antiguos terrenos de juego
- Los Angeles Memorial Coliseum.
- Balboa Stadium.
- San Diego Stadium.
- Dignity Health Sports Park.

### SoFi Stadium
Los Chargers juegan sus partidos como locales en el SoFi Stadium, estadio que comparten con Los Angeles Rams.
El SoFi Stadium es un estadio multipropósito ubicado en Inglewood (área metropolitana de Los Ángeles), California, Estados Unidos, con capacidad para 70,240 espectadores.

## Jugadores

### Números retirados
| Números retirados por Los Angeles Chargers |                     |        |           |                          |
| N.º                                        | Jugador             | Puesto | Periodo   | Fecha                    |
| 14                                         | Dan Fouts           | QB     | 1973-1987 | 1988                     |
| 19                                         | Lance Alworth       | WR     | 1962-1970 | 20 de noviembre de 2005  |
| 21                                         | LaDainian Tomlinson | RB     | 2001-2009 | 21 de noviembre de 2015  |
| 55                                         | Junior Seau         | LB     | 1990-2002 | 11 de mayo de 2012       |
| 80                                         | Kellen Winslow      | TE     | 1979-1987 | 10 de septiembre de 2023 |
| 85                                         | Antonio Gates       | TE     | 2003-2019 | 30 de julio de 2025      |